# Metro van Omsk

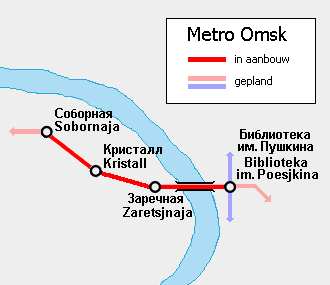
Het in aanbouw zijnde tracé

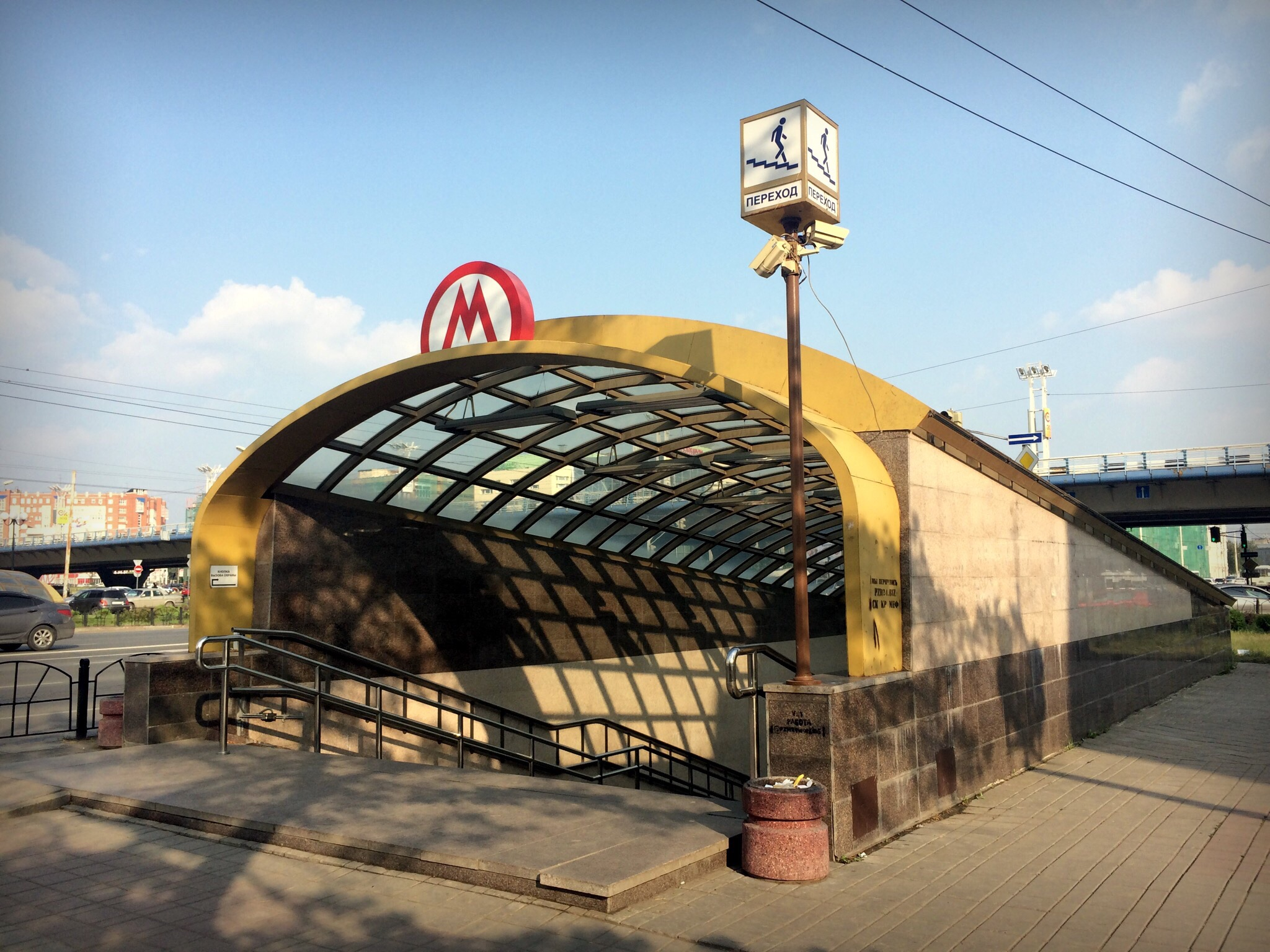
Het enige station in 2020

Plannen voor een metro in Omsk (Russisch: Омский метрополитен, Omski Metropoliten) bestonden al vele jaren, maar de bouw van het net verliep moeizaam. De opening van het tweede metrosysteem van Siberië stond na herhaaldelijk uitstel gepland voor 2016, toen de stad zijn 300-jarig bestaan vierde. Echter het project is gestopt in 2018.

## Geschiedenis
In de jaren 1980 stelde het stadsbestuur van de miljoenenstad Omsk naar Sovjet-standaardmodel een plan op voor een metronetwerk van drie lijnen, die elkaar in het stadscentrum kruisen in de vorm van een driehoek. Op de linkeroever van de Irtysj, waaraan Omsk gelegen is, zou een vierde lijn van een van de lijnen aftakken. In 1992 begon de bouw van de eerste lijn, die uiteindelijk het noordwesten met het zuidoosten van de stad zou moeten verbinden. In de eerste bouwfase zou een 6,2 kilometer lang en zes stations tellend traject van het centrum (station Marsjala Zjoekova) naar de industriële gebieden in het zuidoosten van de stad (station Rabotsjaja) gerealiseerd worden.
Om financiële redenen werd de bouw een aantal maal stilgelegd. In oktober 2003 kwam een van de twee enkelsporige tunnels tussen Rabotsjaja en Toepolevskaja (740 meter) gereed, maar inmiddels waren de plannen gewijzigd. De prioriteit gaat nu uit naar een tracé dat het centrum (station Biblioteka im. Poesjkina) verbindt met 3 stations op de linkeroever van de Irtysj. Over de rivier wordt een gecombineerde auto- en metrobrug gebouwd, die in oktober 2005 reeds opende voor het wegverkeer. Aan beide zijden van de brug worden op geringe diepte tunnels geboord, de vier stations zullen alle door middel van de openbouwmethode gebouwd worden. In september 2005 verklaarde het stadsbestuur dat de 6,1 kilometer lange lijn eind 2008 gereed zal zijn, hetgeen in 2008 werd uitgesteld naar 2010 en nog weer later naar 2016.